# Johan Willemsen
Johannes Hermanus (Johan) Willemsen (Utrecht, 22 maart 1872 – Arnhem, 7 januari 1947) was een Nederlands biljarter. Hij nam in seizoen 1926–1927 deel aan het nationale kampioenschap driebanden in de ereklasse.

## Deelname aan Nederlandse kampioenschappen in de Ereklasse
| Nr. | Kampioenschap        | Plaats   | Klassering | Alg. gemiddelde |
| --- | -------------------- | -------- | ---------- | --------------- |
| 1.  | Driebanden 1926–1927 | Den Haag | 5e         | 0,455           |